# Battaglia di Mesiche
La battaglia di Mesiche fu combattuta agli inizi del 244 (tra il 13 gennaio ed il 14 marzo) tra l'esercito romano dell'imperatore Gordiano III e l'esercito sasanide di Sapore I, nei pressi di Mesiche (l'odierna Falluja o Al-Anbar, a 40 km ad ovest di Baghdad). L'esito della battaglia rimane incerto secondo le fonti antiche. Quelle persiane attribuirono la vittoria al re sasanide, quelle romane, all'ultimo dei discendenti della dinastia dei Severi.

## Contesto storico
Il giovane imperatore Gordiano III, dopo aver fatto aprire le porte del tempio di Giano (nel 242) e, dopo aver mobilitato l'esercito, marciò personalmente verso Oriente, con il comando effettivo della campagna affidato a Timesiteo e all'altro prefetto del pretorio, Gaio Giulio Prisco. Giunto ad Antiochia (forse sul finire dell'anno), che sembra riconquistò dopo essere caduta in mano a Sapore I, passò l'Eufrate, sconfiggendo ripetutamente i Persiani, strappando loro Carre e Nisibis, e sconfiggendoli nella battaglia di Resena.
Lo stesso imperatore tornato a svernare nella provincia romana di Siria, stava progettando una nuova campagna per l'anno successivo, con lo scopo di raggiungere ed occupare la capitale nemica, Ctesifonte, quando il suocero, Timesiteo morì. Senza l'esperienza militare ed il carisma del suocero, Timesiteo, la campagna in territorio sasanide e la sicurezza stessa dell'imperatore erano ora a rischio.

## Battaglia
Durante l'autunno e l'inizio dell'inverno del 243, le truppe romane avanzarono lungo l'Eufrate e sembra che all'inizio dell'anno seguente, Persiani e Romani tornassero a scontrarsi presso Mesiche (l'odierna Falluja o Al-Anbar, a 40 km ad ovest di Baghdad). A detta dei Persiani si concluse con una pesante sconfitta dei Romani, in seguito alla quale Sapore I, cambiò il nome della città in Peroz-Shapur ("Sapore vittorioso") e celebrò la vittoria con un'iscrizione a Naqsh-i-Rustam in cui affermava di aver ucciso Gordiano. Le fonti romane, invece, non menzionano la battaglia e suggeriscono che Gordiano sia morto nei pressi di Circesium in Osroene, ad oltre 300 km a nord di Peroz-Shapur, sospettando che sia stato ucciso dal prefetto del pretorio, Filippo, che gli succedette sul trono. La scritta del cenotafio di Circesium era secondo la Historia Augusta scritta in greco, latino, persiano, ebraico ed egiziano, in modo che tutti potessero leggere: 
(Historia Augusta, Gordiani tres, 34, 3.)
Un'ultima versione ipotizza che Gordiano sia morto sulla strada del ritorno nei pressi di Circesium, dopo una battaglia combattuta contro i Persiani (forse proprio a Mesiche), a causa di una ferita riportata per una caduta da cavallo. Identica sorte era accaduta oltre due secoli prima, al figliastro di Augusto, Druso maggiore, il quale morì in Germania per identica caduta da cavallo e successiva gangrena della gamba rimasta ferita. Anche in questo caso fu eretto un cenotafio (a Mogontiacum) in ricordo delle imprese militari del generale romano.

## Conseguenze
La morte improvvisa dell'Imperatore Gordiano, a cui i soldati costruirono presso Circesium un cenotafio (sulla riva dell'Eufrate, in località Zaitha), non sappiamo se in battaglia o per mano del suo successore, il prefetto del Pretorio, Filippo l'Arabo, determinarono il ritiro delle armate romane, una pace giudicata da Zosimo disonorevole e probabilmente la perdita di parte della Mesopotamia e dell'Armenia, sebbene Filippo si sentisse autorizzato a fregiarsi del titolo di Persicus maximus. Le Res gestae divi Saporis, epigrafe propagandistica dell'imperatore sassanide, raccontano:
(Res gestae divi Saporis, righe 8-9.)
La possibilità, pertanto, che Gordiano sia morto in conseguenza della battaglia di Mesiche, per una ferita riportata in seguito ad una caduta da cavallo, non va esclusa. La morte dell'imperatore non negherebbe, pertanto, né la versione romana che presentò la campagna militare, come vittoriosa, né quella sasanide che vide nella morte di Gordiano, una conseguenza della battaglia, e quindi la ritirata romana dai territori persiani della Mesopotamia centro-meridionale. Ciò potrebbe significare che Gordiano non morì in battaglia, sconfitto da Sapore I, bensì per le conseguenze riportate in battaglia: una caduta da cavallo. In effetti, i Sasanidi non conquistarono altre città, oltre ad Hatra, e Sapore non intraprese ulteriori iniziative militari per i successivi otto anni, fino al 252. Si tornò in sostanza alla situazione antecedente alla guerra scatenata nel 239-241.